# Otto Edelmann
Otto Karl Edelmann (ur. 5 lutego 1917 w Brunn am Gebirge, zm. 14 maja 2003 w Wiedniu) – austriacki śpiewak operowy, bas-baryton.

## Życiorys
Studiował w Konserwatorium Wiedeńskim u Theodora Lierhammera i Gunnara Graaruda. Zadebiutował jako śpiewak w 1937 roku w Gerze jako Figaro w Weselu Figara W.A. Mozarta. W latach 1938–1940 występował w Norymberdze. W czasie II wojny światowej został wcielony do Wehrmachtu, walczył na froncie i dostał się do niewoli. Po powrocie do Austrii w 1947 roku został członkiem zespołu Opery Wiedeńskiej, z którą pozostał związany do końca swojej kariery. Śpiewał na festiwalu w Bayreuth i festiwalu w Salzburgu, gościł na czołowych scenach operowych świata. Od 1951 do 1954 roku gościnnie występował w mediolańskiej La Scali. W 1954 roku rolą Hansa Sachsa w Śpiewakach norymberskich debiutował w nowojorskiej Metropolitan Opera, w której występował do 1976 roku.
Zasłynął jako interpretator roli Baron Ochsa w Kawalerze srebrnej róży Richarda Straussa.